# Fortitudo Pallacanestro Bologna 103 2015-2016
La Fortitudo Pallacanestro Bologna 103 2015-2016, sponsorizzata Eternedile, ha preso parte al campionato italiano di pallacanestro di Serie A2 Girone Est.

## Risultati
- Serie A2:
  - Stagione regolare: 7º posto su 16 squadre (18-12)
  - Playoff promozione: 2º posto

## Roster
| Giocatori |
| --------- |

|    | Naz.                   | Ruolo | Sportivo           | Anno | Alt. |  |  |
| -- | ---------------------- | ----- | ------------------ | ---- | ---- |  |  |
| 2  | Stati Uniti (bandiera) | A     | Ed Daniel          | 1990 | 200  |  |  |
| 3  | Italia (bandiera)      | G     | Andrea Rovatti     | 1996 | 190  |  |  |
| 4  | Italia (bandiera)      | C     | Francesco Quaglia  | 1988 | 208  |  |  |
| 7  | Italia (bandiera)      | P     | Leonardo Candi     | 1997 | 190  |  |  |
| 12 | Italia (bandiera)      | G     | Luca Campogrande   | 1996 | 198  |  |  |
| 14 | Italia (bandiera)      | P     | Matteo Montano     | 1992 | 188  |  |  |
| 15 | Italia (bandiera)      | G     | Gennaro Sorrentino | 1985 | 190  |  |  |
| 20 | Italia (bandiera)      | AG    | Davide Raucci      | 1990 | 197  |  |  |
| 21 | Italia (bandiera)      | G     | Marco Carraretto   | 1977 | 197  |  |  |
| 24 | Stati Uniti (bandiera) | G     | Jermaine Flowers   | 1985 | 196  |  |  |
| 31 | Italia (bandiera)      | AG    | Nazzareno Italiano | 1991 | 198  |  |  |

| Staff tecnico                    |
| -------------------------------- |
| Allenatore: Matteo Boniciolli    |
| Vice-Allenatore: Stefano Comuzzo |
| Vice-Allenatore: Federico Politi |
| Assistente: Roberto Lopez        |

| Giocatori acquisiti a stagione in corso |
| --------------------------------------- |

| N° | Naz.               | Ruolo | Sportivo                       | Anno |     |  |  |
| -- | ------------------ | ----- | ------------------------------ | ---- | --- |  |  |
| 5  | Croazia (bandiera) | C     | Ivica Radić dal 30 settembre   | 1990 | 208 |  |  |
| 22 | Italia (bandiera)  | AG    | Valerio Amoroso dal 18 gennaio | 1980 | 204 |  |  |
| 9  | Italia (bandiera)  | P     | Davide Lamma dal 1 marzo       | 1976 | 191 |  |  |

| Giocatori ceduti a stagione in corso |
| ------------------------------------ |

| N° | Naz.               | Ruolo | Sportivo                          | Anno |     |  |  |
| -- | ------------------ | ----- | --------------------------------- | ---- | --- |  |  |
| 5  | Croazia (bandiera) | C     | Ivica Radić fino al 30 ottobre    | 1990 | 208 |  |  |
| 11 | Italia (bandiera)  | C     | Andrea Iannilli fino al 1 gennaio | 1984 | 207 |  |  |